# Tschernowaja
Die Tschernowaja (kasachisch und russisch Черновая) ist ein rechter Nebenfluss der Buchtarma im Altai in Ostkasachstan.
Die Tschernowaja entspringt im Süden des Qysylqaraghai-Gebirgszugs (russ. Listwjaga) unweit der russischen Grenze. Sie durchfließt im Oberlauf einen auf 1964 m gelegenen etwa 3 km langen Bergsee. Der Fluss fließt in überwiegend südwestlicher Richtung, biegt dann nach Süden ab, um im Unterlauf wieder in Richtung Südwest zu fließen. 7 km oberhalb ihrer Mündung in die Buchtarma durchfließt die Tschernowaja die Siedlung Aqqainar (Аққайнар, bis 2009 Черновое Tschernowoje). Dort befindet sich ein Abflusspegel. Der mittlere gemessene Abfluss beträgt 5,86 m³/s. Die Tschernowaja wird hauptsächlich von der Schneeschmelze gespeist. Die höchsten Abflüsse wurden in den Monaten Mai mit 20,92 m³/s und Juni mit 17,76 m³/s aufgezeichnet. Die Flussmündung liegt auf einer Höhe von 862 m.